# Rhombophryne coudreaui

Verbreitung

Rhombophryne coudreaui ist ein auf der Insel Madagaskar lebender Froschlurch aus der Familie der Engmaulfrösche (Microhylidae). 

## Merkmale
Die Kopf-Rumpf-Länge beträgt etwa 28 Millimeter, die Beine sind kurz. Der zweite Zeh ist länger als die übrigen. Zwischen den Fingern und Zehen befinden sich schwach ausgebildete Schwimmhäute. Der Rücken ist bräunlich gefärbt und zeigt eine körnige Oberfläche.

## Ähnliche Arten
Rhombophryne testudo unterscheidet sich durch Barteln an der Unterlippe.

## Verbreitung und Lebensraum
Rhombophryne coudreaui ist auf Madagaskar endemisch und wurde im Naturreservat Betampona, im Marojejy-Massiv sowie im Nationalpark Masoala in Höhenlagen von 200 bis 1000 Metern nachgewiesen. Hauptlebensraum sind Regenwälder.

## Lebensweise
Aufgrund ihrer kurzen Beine, die sich gut zum Graben eignen, lebt die Art bevorzugt in feuchten Erdvertiefungen. Weitere detaillierte Kenntnisse über spezielle Verhaltensweisen sowie zur Fortpflanzung der Art liegen zurzeit nicht vor.

## Gefährdung
Wegen des relativ kleinen Verbreitungsgebiets von ca. 20.000 km² wird die Art von der Weltnaturschutzorganisation IUCN als „vulnerable = gefährdet“ klassifiziert. Eine Gefährdung besteht insbesondere infolge unkontrollierter Entwaldung und Urbanisierung im Nordosten Madagaskars.